# Uzumaki
Uzumaki (яп. うずまき Удзумаки, букв. «Спираль») — манга в жанре хоррор, созданная Дзюндзи Ито в 1998 году.
 Манга была адаптирована в виде двух видеоигр для приставки WonderSwan и японского фильма с живыми актёрами в жанре боевик, под руководством режиссёра Хигунчинский. Манга получила в целом положительные отзывы от англоязычных критиков. Также произведение было номинировано на премию Эйснера в 2003 году и включено в список «10 лучших графических новелл для подростков» в 2009 году.
Издавалась в еженедельном журнале Big Comic Spirits с 1998 по 1999 год, главы были изданы компанией Shogakukan в три переплётных тома и опубликованы с августа 1998 года по сентябрь 1999 года. В марте 2000 года Shogakukan выпустил сводное издание, за которым последовала полная версия в августе 2010 года. В Северной Америке Viz Media издавала перевод этой серии на английский язык в своём ежемесячном журнале Pulp с февраля 2001 года по август 2002 года. Затем Viz Media опубликовала тома с октября 2001 года по октябрь 2002 года с переизданием, выпущенным с октября 2007 года по февраль 2008 года, а в октябре 2013 года издан сборник в твёрдом переплёте. 31 августа 2019 года анонсирована аниме-адаптация от студии Drive в сотрудничестве с Production I.G, трансляция прошла в 2024 году в блоке Toonami (Adult Swim).

## Сюжет
Сюжет рассказывает историю жителей вымышленного города Куродзу, страдающих от сверхъестественного проклятия, связанного со спиралями. История для манги возникла, когда Ито попытался написать историю о людях, живущих в очень длинном доме с террасами, и использовал спираль для достижения необходимой длины. Манга внушает ужас, показывая неизбежность проклятия и то, какими разными способами оно сказывается на семьях главных героев. Главные герои — школьники Сюити и Кириэ. Однажды герои пытаются сбежать, но их усилия безуспешны. Вернувшись в город, они обнаруживают, что с тех пор, как они уехали, прошло несколько лет, а люди, жившие там, соединили все дома в огромную спираль. В поисках своих родителей они добираются до самого центра, где и находят их трупы и трупы большинства жителей города. Они понимают, что больше не хотят бороться и умирают в объятьях друг друга, превращаясь в спираль.

## Персонажи
Кириэ Госима (яп. 五島桐絵 Госима: Кириэ) — главная героиня истории, являющаяся старшеклассницей, которая живёт в Куродзу.
Сюити Сайто (яп. 斎藤秀一 Саито: Сю:ити) — бывший одноклассник Кириэ, в которую он влюблён. В настоящее время учится в средней школе в соседнем городе.
Тосио Сайто (яп. 斎藤敏夫 Саито: Тосио) — отец Сюити.
Юкиэ Сайто (яп. 斎藤雪枝 Сайто: Юкиэ) — мать Сюити.

## Медиа

### Манга
Манга изначально выходила в еженедельном журнале Big Comic Spirits с 1998 по 1999 год. Позже главы были объединены в три полноценных тома, выпущенных издательством Shogakukan с августа 1998 года по сентябрь 1999 года. В марте 2000 года было напечатано сводное издание, за которым последовала вторая полная версия в августе 2010 года.
В Северной Америке Viz Media издавался англоязычный перевод манги в своём ежемесячном журнале Pulp с номера за февраль 2001 года до номера за август 2002 года. Отдельными томами манга издавалась с октября 2001 года по октябрь 2002 года. Позже Viz Media переиздала серию с новыми обложками с октября 2007 года по февраль 2008 года, а 13 октября 2013 года опубликовала сборник томов в твёрдом переплёте с двенадцатью цветными страницами.
| № | Дата публикации     | ISBN               |
| - | ------------------- | ------------------ |
| 1 | 29 августа 1998 г.  | ISBN 4-09-185721-3 |
| 2 | 26 февраля 1998 г.  | ISBN 4-09-185722-1 |
| 3 | 30 сентября 1999 г. | ISBN 4-09-185723-X |

### Игры
По мотивам манги были разработы две видеоигры для Bandai WonderSwan от компании Omega Micott.
Первая, Uzumaki: Denshi Kaiki Hen (яп. うずまき 〜電視怪奇篇〜 Spiral -Power Vision Strange Edition-), была выпущена 3 февраля 2000 года и представляет собой визуальный роман, рассказывающий о событиях манги.
Вторая игра под названием Uzumaki: Noroi Simulation (яп. うずまき 〜呪いシミュレーション〜 Удзумаки: Норой симурэ:сён, «Удзумаки: симуляция проклятия»), выпущенна 4 марта 2000 года, и представляет собой симуляционную игру. Цель игрока состоит в том, чтобы распространить проклятие по всему городу и найти скрытые объекты, чтобы получить больше «Спиральной силы» и развить историю. Название также включает в себя мини-игру с участием одного из гибридов человека-улитки.

### Фильм
По мотивам манги вышел полнометражный фильм с живыми актёрами «Спираль». В фильме участвовали Эрико Хацунэ в роли Кириэ Госима, Син Ын Гён в роли Тиэ Маруямы, Фхи Фан в роли Сюити Сайто, Кэйко Такахаси в роли Юки Сайто, Рэн Осуги в роли Тосио Сайто и Хинако Саэки в роли Кёко Сэкино. Фильм состоит из четырёх частей («Предчувствие», «Эрозия», «Посещение» и «Трансмиграция»), и в результате его производства до окончания манги используется иное окончание, чем в манге.

### Ранобэ
С 12 февраля 2019 года стала выходить новеллизация манги авторства Масару Сато.

### Аниме
На Crunchyroll Expo 2019 года была объявлена четырёхсерийная адаптация в виде аниме. Сериал создан на студии Production I.G под руководством режиссёра Хироси Нагахамой, а музыку напишет Колин Стетсон. Сериал будет транслироваться на Toonami в блоке Adult Swim перед японской премьерой. Аниме будет полностью чёрно-белым. Датой премьеры аниме изначально планировался 2020 год, но затем она переносилась несколько раз, последней объявленной датой значился октябрь 2022 года, однако в июне 2022 года производственная группа запросила дополнительное время, чтобы повысить качество прорисовки, и премьера была отложена ещё раз. В 2023 году стало известно, что в создании сериала принимают участие Ари Астер и Ларс Кнудсен. На фестивале Anime Expo 2023 руководитель студии Production I.G Маки Тэрасима-Фурута сообщила, что Uzumaki находится в разработке, опровергнув слухи об отмене. 22 июля 2023 года Adult Swim опубликовал трейлер, но без даты выпуска. В конце июня 2024 года Ито рассказал, что завершена первая из четырёх серий и это оправдало его ожидания. На фестивале Comic-Con было объявлено, что премьера состоится 28 сентября 2024 года в блоке Toonami.
| № | Название   | Режиссёр                                                     | Автор сценария | Дата премьеры    |
| - | ---------- | ------------------------------------------------------------ | -------------- | ---------------- |
| 1 | «Эпизод 1» | Хироси Нагахама                                              | Аки Итами      | 29 сентября 2024 |
| 2 | «Эпизод 2» | Тайки Нисимура                                               | Аки Итами      | 6 октября 2024   |
| 3 | «Эпизод 3» | Аваи Сигэки                                                  | Аки Итами      | 13 октября 2024  |
| 4 | «Эпизод 4» | Хао У, Дайсукэ Сато, Коитиро Сотомэ, Синрай и Studio Massket | Аки Итами      | 20 октября 2024  |

## Создание
Ито отметил, что спираль — это «таинственный узор», а его манга — попытка понять секреты спирали. Ито искал вдохновение смотря на спирали, создавая спиральные узоры, поедая пищу со спиральными узорами и разводя улиток. Оглядываясь на работу в 2006 году, Ито заявил, что, хотя он все ещё не уверен в том, что означает спираль, она может быть символом бесконечности. Спираль была взята ещё и потому, что в СМИ она рассматривалась как позитивный образ — её рисовали на щеках персонажа, использовали как паттерн в одежде. Ему хотелось изменить это и представить её по-другому.

## Восприятие
Первые главы манги представляют собой практически сборник разрозненных историй, связанных лишь присутствием в них двух подростков — Сюити и Кириэ, но к третьему тому сюжет раскрывается и, как выразился Джейсон Томпсон в своей книге Manga: The Complete Guide, «достигает лавкрафтовских глубин за типичным для Ито: „тут нужно смеяться или бояться?“». Терон Мартин из Anime News Network поставил ему оценку «В», восхваляя художественный стиль и дизайн персонажей, включая новый дизайн обложки Viz Media. Однако он заявил, что «некоторые попытки ужаса становятся слишком нелепыми для их же блага». Грег Хакманн из Mania дал ему оценку A, похвалив его «хорошо отточенное» искусство и способность Ито сформировать эффективный всеобъемлющий сюжет из слабо связанных субстанций Удзумаки. Барб Лиен-Купер из Sequential Tart дал ему 7 из 10, заявив: "Искусство чистое и простое. Оно помогает поддерживать паранойю. Тон и ритм этой истории также верны. В целом, один из лучших страшилки, которые я прочитал в этом году. Кен Хейли из PopCultureShock дал ему «А» и похвалил Ито за эффективное использование ужасов тела, хотя он отметил, что некоторые из эффектов проклятия были скорее юмористическими, чем пугающими.
Лиен-Купер дал ему 8 из 10, заявив: «Что поражает меня в работе Дзюндзи Ито, так это его обманчивая простота и безупречное исполнение». Шина Макнейл, также из Sequential Tart, вместо этого дала ему 9 из 10, сославшись на новые эффекты проклятия, изобретённого Ито. Хакманн, однако, дал ему букву «B», объяснив, что "К сожалению, этот сдвиг в формате истории в значительной степени неудачный эксперимент: с всеобъемлющей сюжетной линией побега, поставленной на паузу, большое количество этих отключённых эпизодов. Происходят странные вещи «ужасные фестивали, в которых не хватает творческой искры, выставленных в первой коллекции Удзумаки».
Аниме 2024 года получило негативные отзывы у поклонников оригинальной манги, в частности, недовольство вызвало резкое ухудшение качества во 2 серии. Но предварительные обзоры, опубликованные 23 сентября 2024 года на сайтах Bloody Disgusting, IGN и Paste, были положительными с высокими оценками. Пользователи назвали это очевидной приманкой и подменой, тем более что обе предыдущие адаптации, Junji Ito Collection и Junji Ito Maniac: Japanese Tales of the Macabre, были очень плохо приняты фанатами. Anime News Network обратил внимание, что в титрах второй серии Хироси Нагахама не упоминается как режиссёр, за исключением раскадровок и 3D-дизайна персонажей. Его заменил Юдзи Морияма. Если за раскадровки первой серии отвечала студия Drive, то фактически работала Fugaku Inc. Очевидно, что вторая серия была отдана на аутсорсинг, главным образом китайской компании Phoenix Animation Holdings, которая связана со студией Akatsuki. Comic Book Resources считает, что краткая экранизация оказалась ещё большим провалом, чем «Берсерк» 2016 года, как нечто среднее между CGI аниме-сериалом и анимированным комиксом, совсем не отражая пять лет «работы». Эстетически Uzumaki напоминает грубую интерпретацию анимации «Атаки титанов», которую хвалили за визуальные эффекты. В отличие от экспериментального «Берсерка», где от анонса до релиза прошло всего 6 месяцев, Uzumaki с гораздо более значительным сроком производства был показан недоделанным, что указывает на дилетантство. Warner Bros. Discovery выделила деньги на создание через Cartoon Network и Adult Swim, хотя это не заметно во второй серии. Самый большой минус заключается в том, что «Берсерк» 2016 рассказал всю историю, которую должен был, тогда как Uzumaki вынужден ускорять темп из-за сжатости в четыре серии. В результате одно из самых ожидаемых аниме 2024 года стало одним из главных разочарований сезона. Продюсер Джейсон Демарко прокомментировал: «Всё в порядке, мы знали, что так будет», отказавшись от подробностей, но упомянув, что «нас развели» и были варианты: ничего не заканчивать и не выпускать в эфир; сделать и показать только первую серию, оставив релиз незавершённым; обнародовать четыре серии со всеми недостатками. «Из уважения к тяжёлой работе мы выбрали третий вариант. После столь долгого ожидания вполне логично, что люди будут злиться», — продолжил Демарко. «К сожалению, я не могу сказать им, кого винить… но кое-кто определённо здесь виноват, и все мы просто были вынуждены сделать всё возможное, когда обстановка осложнилась». Генри Турлоу, один из аниматоров One Piece, обвинил в провале «западных продюсеров», считая их «корнем проблемы». Поскольку филиал Production I.G. в США сотрудничал с двумя студиями — Akatsuki и Fugaku, в работе которых намечался большой разрыв, то качество анимации в разных сериях могло быть неоднородным. В итоговом обзоре IGN поставил низкую оценку — 3 из 10 баллов («ужасно»), критикуя быстрый темп, «оскорбительно плохие» визуальные эффекты (грубый рисунок, композитинг, статичные изображения) и назвав сериал ещё одной неудачной попыткой анимировать произведение Дзюндзи Ито. На Rotten Tomatoes сериал получил 80 % на основе 10 рецензий со средним баллом 7,70 из 10.